# Рудавка (Сейненський повіт)
Рудавка (пол. Rudawka) — село в Польщі, у гміні Краснополь Сейненського повіту Підляського воєводства.
Населення — 33 особи (2011).
У 1975—1998 роках село належало до Сувальського воєводства.

## Демографія
Демографічна структура станом на 31 березня 2011 року:
|          | Загалом | Допрацездатний вік | Працездатний вік | Постпрацездатний вік |
| -------- | ------- | ------------------ | ---------------- | -------------------- |
| Чоловіки | 21      | 3                  | 13               | 5                    |
| Жінки    | 12      | 1                  | 4                | 7                    |
| Разом    | 33      | 4                  | 17               | 12                   |